# Luiza Gega
Luiza Gega (* 5. listopadu 1988 Dibër) je albánská atletka, běžkyně specializující se na střední tratě. Je držitelkou albánského rekordu na 800, 1500, 3000, 5000 i 10 000 metrů a také v půlmaratonu, maratonu a v závodě 3000 metrů překážek. Jejím největším mezinárodním úspěchem je stříbrná medaile z mistrovství Evropy v Amsterdamu roku 2016, z překážkového závodu na 3000 metrů. Krom toho má ze stejné trati zlato ze Středomořských her 2018 a z patnáctistovky na univerziádě 2013 má bronz. Na olympijských hrách v Rio de Janeiro roku 2016 byla vlajkonoškou albánské výpravy.